# Адміністративний устрій Сколівського району
Адміністративний устрій Сколівського району — адміністративно-територіальний устрій Сколівського району Львівської області на 1 міську раду, 2 селищні ради та 31 сільську раду, які об'єднують 56 населених пунктів і підпорядковані Сколівській районній раді. Адміністративний центр — місто Сколе.

## Список радСколівського району
| №  | Назва                               | Центр                 | Населені пункти                              | Площа км² | Місце за площею | Населення (2001), осіб. | Місце за населенням |
| -- | ----------------------------------- | --------------------- | -------------------------------------------- | --------- | --------------- | ----------------------- | ------------------- |
| 1  | Сколівська міська рада              | м. Сколе              | м. Сколе                                     |           |                 |                         |                     |
| 2  | Верхньосиньовидненська селищна рада | смт Верхнє Синьовидне | смт Верхнє Синьовидне с. Дубина с. Межиброди |           |                 |                         |                     |
| 3  | Славська селищна рада               | смт Славське          | смт Славське с. Грабовець                    |           |                 |                         |                     |
| 4  | Верхнячківська сільська рада        | с. Верхнячка          | с. Верхнячка                                 |           |                 |                         |                     |
| 5  | Волосянківська сільська рада        | с. Волосянка          | с. Волосянка с. Хащованя с. Ялинкувате       |           |                 |                         |                     |
| 6  | Головецька сільська рада            | с. Головецько         | с. Головецько с. Пшонець                     |           |                 |                         |                     |
| 7  | Гребенівська сільська рада          | с. Гребенів           | с. Гребенів                                  |           |                 |                         |                     |
| 8  | Довжківська сільська рада           | с. Довжки             | с. Довжки с. Криве                           |           |                 |                         |                     |
| 9  | Жупанівська сільська рада           | с. Жупани             | с. Жупани                                    |           |                 |                         |                     |
| 10 | Завадківська сільська рада          | с. Завадка            | с. Завадка                                   |           |                 |                         |                     |
| 11 | Задільська сільська рада            | с. Задільське         | с. Задільське                                |           |                 |                         |                     |
| 12 | Кам'янська сільська рада            | с. Кам'янка           | с. Кам'янка                                  |           |                 |                         |                     |
| 13 | Климецька сільська рада             | с. Климець            | с. Климець                                   |           |                 |                         |                     |
| 14 | Козівська сільська рада             | с. Козьова            | с. Козьова с. Орявчик с. Тисовець            |           |                 |                         |                     |
| 15 | Коростівська сільська рада          | с. Коростів           | с. Коростів                                  |           |                 |                         |                     |
| 16 | Корчинська сільська рада            | с. Корчин             | с. Корчин                                    |           |                 |                         |                     |
| 17 | Крушельницька сільська рада         | с. Крушельниця        | с. Крушельниця                               |           |                 |                         |                     |
| 18 | Лавочненська сільська рада          | с. Лавочне            | с. Лавочне с. Тернавка                       |           |                 |                         |                     |
| 19 | Либохорівська сільська рада         | с. Либохора           | с. Либохора                                  |           |                 |                         |                     |
| 20 | Нижньорожанська сільська рада       | с. Нижня Рожанка      | с. Нижня Рожанка с. Верхня Рожанка           |           |                 |                         |                     |
| 21 | Нижньосиньовидненська сільська рада | с. Нижнє Синьовидне   | с. Нижнє Синьовидне с. Тишівниця             |           |                 |                         |                     |
| 22 | Опорецька сільська рада             | с. Опорець            | с. Опорець                                   |           |                 |                         |                     |
| 23 | Орівська сільська рада              | с. Орів               | с. Орів с. Зимівки                           |           |                 |                         |                     |
| 24 | Орявська сільська рада              | с. Орява              | с. Орява с. Погар                            |           |                 |                         |                     |
| 25 | Підгородецька сільська рада         | с. Підгородці         | с. Підгородці с. Сопіт с. Урич               |           |                 |                         |                     |
| 26 | Плав'янська сільська рада           | с. Плав'я             | с. Плав'я                                    |           |                 |                         |                     |
| 27 | Риківська сільська рада             | с. Риків              | с. Риків                                     |           |                 |                         |                     |
| 28 | Росохацька сільська рада            | с. Росохач            | с. Росохач с. Мита с. Сухий Потік            |           |                 |                         |                     |
| 29 | Сможенська сільська рада            | с. Сможе              | с. Сможе с. Долинівка с. Нагірне             |           |                 |                         |                     |
| 30 | Труханівська сільська рада          | с. Труханів           | с. Труханів с. Побук                         |           |                 |                         |                     |
| 31 | Тухлянська сільська рада            | с. Тухля              | с. Тухля                                     |           |                 |                         |                     |
| 32 | Тухольківська сільська рада         | с. Тухолька           | с. Тухолька                                  |           |                 |                         |                     |
| 33 | Хітарська сільська рада             | с. Хітар              | с. Хітар с. Кальне                           |           |                 |                         |                     |
| 34 | Ямельницька сільська рада           | с. Ямельниця          | с. Ямельниця                                 |           |                 |                         |                     |

* Примітки: м. — місто, смт — селище міського типу, с. — село, с-ще — селище